# Compsenia gracillima
Compsenia gracillima là một loài bướm đêm trong họ Noctuidae.